# 965 (szám)
A 965 (római számmal: CMLXV) egy természetes szám, félprím, az 5 és a 193 szorzata.

## A szám a matematikában
A tízes számrendszerbeli 965-ös a kettes számrendszerben 1111000101, a nyolcas számrendszerben 1705, a tizenhatos számrendszerben 3C5 alakban írható fel.
A 965 páratlan szám, összetett szám, azon belül félprím, kanonikus alakban az 51 · 1931 szorzattal, normálalakban a 9,65 · 102 szorzattal írható fel. Négy osztója van a természetes számok halmazán, ezek növekvő sorrendben: 1, 5, 193 és 965.
A 965 négyzete 931 225, köbe 898 632 125, négyzetgyöke 31,06445, köbgyöke 9,88195, reciproka 0,0010363. A 965 egység sugarú kör kerülete 6063,27382 egység, területe 2 925 529,619 területegység; a 965 egység sugarú gömb térfogata 3 764 181 442,9 térfogategység.